# Latarnia na końcu świata
Latarnia na końcu świata (fr. Le Phare du bout du monde) – jednotomowa powieść (15 rozdziałów) Juliusza Verne’a opublikowana w 1905. Inspiracją dla autora była rzeczywista latarnia morska San Juan de Salvamento w Argentynie.
Pierwsze polskie tłumaczenie zostało wydane w 1972 przez wydawnictwo Nasza Księgarnia. Autorką przekładu jest Janina Karczmarewicz-Fedorowska.